# 廖國瑋
廖國瑋（Kuok-wai Lio，1989年—），澳門青年鋼琴家。廖國瑋小學時就讀澳門培正中學，初中就讀粵華中學英文部至中三之後因為鋼琴事業而到外就讀。2003年獲澳門政府頒授功績獎狀。
曾獲邀在澳門、香港、中國、日本、美國、意大利、荷蘭、德國等多個國際音樂節及藝術節中演出。此外，曾與澳門樂團、香港管弦樂團、中國愛樂樂團、廣州交響樂團、泛亞交響樂團、北阿肯薩交響樂團以及俄羅斯交響樂團等合作，亦為亞洲及美國多個電台現場演奏並接受訪問。

## 曾獲獎項
- 1999年「第十屆香港(亞洲)鋼琴公開比賽」少年組冠軍
- 2002年北京「第六十五屆史坦威國際青少年鋼琴比賽」(首屆中國區總決賽)冠軍
- 2002年「第一屆TOYAMA亞洲青少年音樂比賽」鋼琴少年組第一名
- 2003年德國「第三屆SEILER國際鋼琴比賽」第二名
- 2003年獲澳門特別行政區行政長官頒授功績獎狀
- 2004年「第一屆美國國際學院鋼琴比賽」冠軍及觀眾獎
- 2004年日本「第五屆柴可夫斯基青少年音樂家大賽」第三名
- 2005年日本東京「第六屆亞洲蕭邦國際鋼琴大賽」公開組金獎及特別獎
- 2005年美國「珍娜芭侯雅青年藝術家國際鋼琴比賽」冠軍
- 2007年美國「第一屆富布萊特國際鋼琴協奏曲大賽」冠軍